# چنج اورگ
Change.org یا چنج اورگ یک وب سایت دادخواست دهنده است که توسط شرکت انتفاعی San Francisco-based for-profit Change.org, که بیش از ۴۰۰ میلیون کاربر دارد، اداره می‌شود و به کاربران این توانایی را می‌دهد که دادخواستشان را که به امضا کنندگان بالقوه اهمیت می‌دهند ارتقا دهند. دفتر مرکزی این شرکت در سانفرانسیسکو در کالیفرنیا قرار دارد. این وب سایت به منظور تسهیل دادخواست توسط عموم مردم عمل می‌کند.
تا سال ۲۰۱۶، چنج اورگ میزبان کمپین و شرکت‌های حامی مالی چون ویرجین آمریکا بود و سازمان‌هایی مانند جامعه رفتار انسانی برای تبلیغ دادخواست‌های خود به این سایت پول پرداخت می‌کردند. موضوعات محبوب دادخواست‌های Change.org عبارتند از: ععدالت، حقوق بشر، آموزش، حفاظت محیط زیست، حقوق حیوانات، سلامت، و سیستم غذایی پایدار.